# Maria Benedikta Magdalena Rüttimann
Maria Benedikta Magdalena Rüttimann OSB (* 12. Mai 1764 in Abtwil; † 15. März 1834 im Sarnen) war eine Schweizer Äbtissin.

## Leben
Maria Benedikta Magdalena Rüttimann war die Tochter des Peter Rüttimann und der Marie Burkhard. Sie legte 1781 ihre Profess im Benediktinerinnenkloster St. Andreas in Sarnen ab. Nach einigen Jahren als Priorin wurde sie 1808 Äbtissin. Auf Wunsch der Obwaldner Regierung und mit dem Einverständnis des Engelberger Abts Karl Stadler eröffnete Rüttimann 1817 eine Mädchenschule für die Gemeinde Sarnen. Diese bedeutete für das Kloster anfänglich eine finanzielle Belastung, bot aber den Nonnen bis 1980 ein neues Betätigungsfeld. Ihre Nachfolgerin Maria Eugenia Küng liess ein Schulgebäude errichten.